# Klupci (Loznica)
Klupci (Servisch cyrillisch Клупци) is een plaats in de Servische gemeente Loznica. De plaats telt 7112 inwoners (2011).

## Bevolking
Klupci telde in 2011 7.112 inwoners, een lichte daling ten opzichte van 7.297 inwoners in 2002. In 2002 bestond 95,18% van de bevolking uit etnische Serviërs. In 2002 woonden er 5.657 volwassenen in Klupci en de gemiddelde leeftijd van de bevolking was 36,4 jaar (35,6 jaar voor mannen en 37,1 jaar voor vrouwen). Er waren 2234 huishoudens en de gemiddelde huishoudensgrootte was 3,27 personen.
| Bevolkingsontwikkeling tussen 1948 en 2011 |
| ------------------------------------------ |
|                                            |
| Bron: Републички завод за статистику.      |

## Geboren
- Dragan Kojić Keba (1960), zanger